# 梁默
梁默（？—609年），周隋时期将领。

## 生平
最初是梁士彦的随从，善于征伐，冲锋陷阵。出仕北周，官至开府。开皇十六年，以行军总管跟从杨素北征突厥，讨平汉王杨谅谋反，封为大将军，加柱国。大业五年（609年），跟从隋炀帝征伐吐谷浑，力战而死，赠光禄大夫。